# Fernando Atria
Fernando Atria Lemaitre (Queens, Estado de Nueva York, Estados Unidos; 30 de octubre de 1968) es un abogado, académico y político chileno, militante del Frente Amplio. Es profesor de teoría del derecho y de derecho civil, disciplinas que imparte en la Facultad de Derecho de la Universidad de Chile, habiendo impartido también las cátedras de filosofía y derecho constitucional.
En 2021 fue elegido convencional constituyente en representación del Distrito 10. Es presidente del movimiento político progresista Fuerza Común. Ha participado activamente en el debate ciudadano sobre las reformas educacional y constitucional de Chile. Fue denominado por algunos medios como «el ideólogo del movimiento del 2011».

## Familia
Es hijo de Raúl Atria Benaprés, abogado y sociólogo, exdirector del Departamento de Sociología de la Universidad de Chile y María José Lemaitre del Campo, socióloga. Es sobrino de Jaime Atria Rosselot, publicista, cantautor y compositor. Es nieto de Fernando Atria Ramírez, ingeniero agrónomo, sobrino-nieto del compositor Jaime Atria y del diplomático Guillermo Atria, y bisnieto de Arturo Atria Osorio, médico de la Universidad de Chile. A través de su abuela materna Silvia del Campo Errázuriz, es descendiente de la familia Errázuriz, siendo esta última prima de Carmen Errázuriz Edwards, madre de Jaime Guzmán —ideólogo del gremialismo, participante de la redacción de la Constitución de 1980 y senador tras la dictadura.
Está casado con la también abogada y académica Ximena Fuentes Torrijo, con quien tiene tres hijos.

## Carrera académica
Es licenciado en Ciencias Jurídicas y Sociales por la Universidad de Chile (1994) y Doctor en Derecho por la Universidad de Edimburgo (1999).
Actualmente se desempeña como profesor asociado del Departamento de Ciencias del Derecho de la Facultad de Derecho de la Universidad de Chile. Antes fue profesor de la Universidad de Talca y la Universidad Adolfo Ibáñez.
Algunos de los libros que ha escrito son: Mercado y Ciudadanía en la Educación (2007), La Mala Educación: Ideas que inspiran al movimiento estudiantil en Chile (2012), Veinte Años Después: Neoliberalismo con Rostro Humano (2013), La Constitución tramposa (2013), Derechos sociales y educación: un nuevo paradigma de lo público (2014), y La Forma del Derecho (2016). También es coautor del libro El otro modelo: del orden neoliberal al régimen de lo público (2013).

## Vida política

### Militante socialista
Estuvo afiliado desde 2010 al Partido Socialista de Chile (PS), integrando la corriente Izquierda Socialista. El 4 de mayo de 2013 fue uno de los fundadores del movimiento Marca AC, que buscaba redactar una nueva Constitución Política para Chile mediante el establecimiento de una asamblea constituyente.
En septiembre de 2016, anunció su precandidatura a la elección presidencial de 2017 por el PS. Posteriormente, en noviembre del mismo año, fue oficialmente proclamado como precandidato a la «consulta ciudadana» que elegiría al representante del partido en las primarias de la Nueva Mayoría, elección interna donde tendría como contendor a José Miguel Insulza. Sin embargo, tras la decisión del Comité Central del PS que suspendió dicho mecanismo, anunció el retiro de su candidatura el 1 de abril de 2017.
En junio de 2017 se dio a conocer que competiría por un escaño en la Cámara de Diputados en las elecciones parlamentarias de noviembre de ese año, por el nuevo distrito 11, en representación del PS. En la elección obtuvo 16 156 votos, correspondientes al 4,3 %, no siendo elegido. Posteriormente se unió al equipo constitucional del comando presidencial de Alejandro Guillier.
En octubre de 2019 se confirmó su renuncia al Partido Socialista, al que acusó de ser manejado por una estructura afectada por formas clientelares que "hace que el PS ya no esté a la altura de la propia tradición que encarna".

### Creación de movimiento político
En febrero de 2020, Atria anunció que inscribiría ante el Servel un nuevo partido político llamado Fuerza Común. Actualmente el partido se encuentra en proceso de formación. La colectividad no será instrumental y el abogado es quien la lidera. Además, Fernando Atria se refirió a que el partido tiene como objetivo «un Chile que sea de los ciudadanos».
En octubre del mismo año el Servel caducó el derecho a inscribirse en el registro de partidos políticos a Fuerza Común al no haber dado cumplimiento a los requisitos legales, tales como reunir el mínimo de afiliados. Ante esta situación, Fuerza Común hizo un llamado a encontrar un momento oportuno para volver a constituirse como partido político, ya que, según ellos, la situación sanitaria del país dificultó el proceso de firmas necesarias para constituirse.

### Convencional constituyente

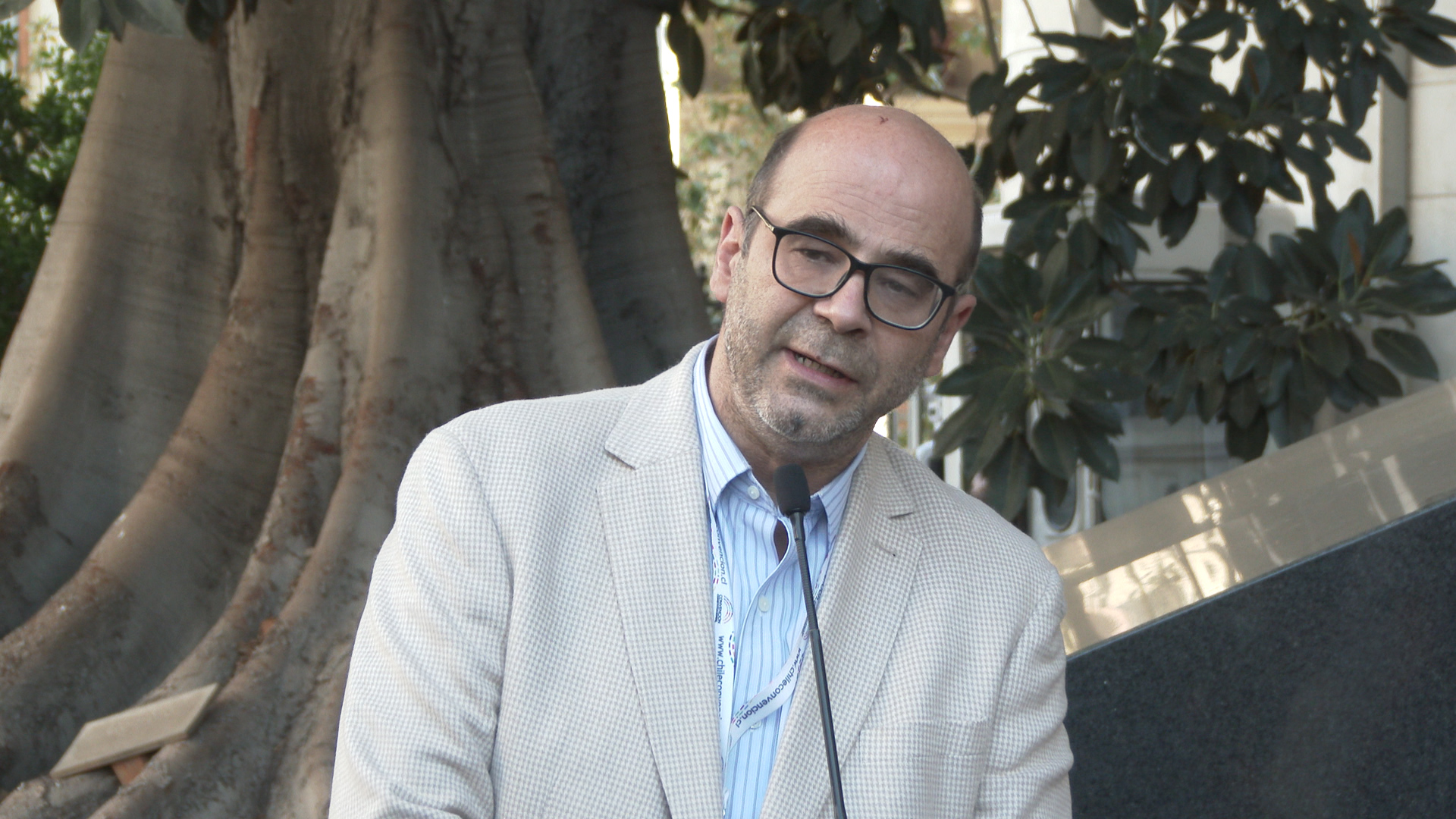
Atria en punto de prensa de la Convención Constitucional (septiembre de 2021).

Se inscribió como candidato independiente a las elecciones de convencionales constituyentes de 2021, en el distrito 10 (Santiago, Ñuñoa, Macul, La Granja, Providencia y San Joaquín), formando parte de la lista Apruebo Dignidad bajo cupo del partido Revolución Democrática. Resultó elegido en los comicios desarrollados el 15 y 16 de mayo.
Dentro de dicho organismo, Atria integró la comisión transitoria de Reglamento. Tras la aprobación del reglamento de la Convención, en octubre de 2021, se incorporó a la comisión temática de Sistema Político, Gobierno, Poder Legislativo y Sistema Electoral.

### Integración a Convergencia Social
En septiembre de 2022, el movimiento liderado por Atria, Fuerza Común, anuncia su ingreso al partido Convergencia Social (CS), transformando a Atria en militante de dicha instancia.

## Controversias por nepotismo y defensa de empresa de vertederos tóxicos
El 3 de octubre de 2021 fueron dados a conocer los nombres de los asesores de los convencionales constituyentes y sus remuneraciones, entre los cuales se encuentra la hija de Atria, la estudiante de sociología de la Universidad de Chile Antonia Atria contratada por un millón de pesos para asesorar a Giovanna Roa, constituyente del distrito 10 que fue "arrastrada" por Fernando Atria gracias al sistema electoral D'Hondt. Este hecho fue criticado en redes sociales, catalogándolo como nepotismo y de ser un "pago de favores" por arrastrar a Roa como constituyente. Tanto Fernando como Giovanna Roa defendieron el rol de Antonia como asesora por tener "un trabajo de años en Revolución Democrática". Sin embargo, la tarde del 4 de octubre Roa anunció que Antonia decidió renunciar al cargo tras cuestionamientos.
En 2013 fue contratado como testigo experto por la empresa sueca de vertederos tóxicos Boliden, que fue demandada en 2012 por vecinos de Arica donde casi 800 vecinos han sufrido consecuencias al ser expuestos a la presencia de arsénico, plomo, mercurio y otros químicos traídos desde Suecia y convirtiendo la zona en un basurero industrial. Con el correr de los años se confirmó que varias personas fallecieron a causa de enfermedades originadas por la cercanía a dichos metales tóxicos

## Disputas ideológicas
Sus ideas han recibido críticas de todo el espectro político. El filósofo Hugo Eduardo Herrera advierte en el pensamiento de Atria la presencia de «un moralismo que (...) debilita severamente la capacidad de autocrítica y apertura a lo otro».
El historiador Alfredo Jocelyn-Holt, profesor de la misma unidad académica que Atria, lo ha tachado de «sofista», «retórico» y de usar «pirotecnia verbal» para impresionar a sus alumnos de pregrado.
Algunos autores, entre los que destacan Renato Cristi y Pablo Ruiz-Tagle, han criticado a Atria por las supuestas influencias recibidas del jurista nazi Carl Schmitt en sus trabajos relativos a derechos fundamentales. Por otro lado, hay quienes ven que la influencia en Atria de Schmitt, el jurista alemán más influyente del siglo XX y un autor sumamente citado por intelectuales de izquierda, se vería principalmente en sus trabajos relativos a teología política. Atria, por su parte ha señalado respecto a esa clase de críticas «[de su nazismo] no se sigue que toda idea pensada por Schmitt sea indeleblemente Nazi. Sí se sigue, (...) que quien usa conceptos schmittianos tiene la carga de mostrar por qué ese uso está libre del nazismo de su autor», lo que él haría constantemente en pasajes que «desafortunadamente» no habrían llamado la atención de sus críticos.

## Historial electoral

### Elecciones parlamentarias de 2017
- Elecciones parlamentarias de 2017, para diputado por el distrito 11 (La Reina, Las Condes, Lo Barnechea, Peñalolén y Vitacura)[34]

| Candidato                      | Pacto                   | Partido | Votos  | %    | Resultados |
| ------------------------------ | ----------------------- | ------- | ------ | ---- | ---------- |
| Gonzalo Fuenzalida Figueroa    | Chile Vamos             | RN      | 60 112 | 16,0 | Diputado   |
| Francisco Undurraga Gazitúa    | Chile Vamos             | EVOP    | 58 613 | 15,6 | Diputado   |
| Catalina del Real Mihovilovich | Chile Vamos             | RN      | 43 499 | 11,6 | Diputada   |
| Guillermo Ramírez Diez         | Chile Vamos             | UDI     | 30 733 | 8,2  | Diputado   |
| Pablo Terrazas Lagos           | Chile Vamos             | UDI     | 25 470 | 6,8  |            |
| Tomás Hirsch Goldschmidt       | Frente Amplio           | PH      | 23 605 | 6,3  | Diputado   |
| Soledad Álamos Fuenzalida      | Frente Amplio           | RD      | 17 835 | 4,7  |            |
| Fernando Atria Lemaitre        | La Fuerza de la Mayoría | PS      | 16 184 | 4,3  |            |
| Bárbara Soto Silva             | Chile Vamos             | UDI     | 12 068 | 3,2  |            |
| Enrique Accorsi Opazo          | La Fuerza de la Mayoría | PPD     | 10 564 | 2,8  |            |
| Karin Luck Urban               | Chile Vamos             | RN      | 6881   | 1,8  | Diputada   |

### Elecciones de convencionales constituyentes de 2021
- Elecciones de convencionales constituyentes de 2021, para convencional constituyente por el distrito 10 (La Granja, Macul, Ñuñoa, Providencia, San Joaquín y Santiago)[35]

|  | 12,3 % |

|  | 9,3 % |

|  | 7,5 % |

|  | 5,1 % |

|  | 4,5 % |

|  | 4,4 % |

|  | 3,4 % |

|  | 2,9 % |

|  | 2,5 % |

|  | 2,4 % |

|  | 1,8 % |

|  | 0,9 % |

|  | 0,7 % |

|  | 0,5 % |

## Obras seleccionadas

### Libros
- 2002. On law and legal reasoning. Oxford: Hart Publishing.
- 2007. Mercado y ciudadanía en la educación. Santiago: Flandes Indiano.
- 2012. La mala educación, Santiago: Catalonia.
- 2013. El otro modelo (junto a G. Larraín, J. M. Benavente, J. Couso y A. Joignant). Santiago: Debate.
- 2013. La constitución tramposa. Santiago: Lom.
- 2013. Veinte años después: Neoliberalismo con rostro humano. Santiago: Catalonia.
- 2014. Derechos sociales y educación. Un nuevo paradigma de lo público. Santiago: Lom
- 2016. La forma del derecho. Madrid: Marcial Pons.
- 2017. Democracia y neutralización. Origen, desarrollo y solución de la crisis constitucional (junto a C. Salgado y J. Wilenmann). Santiago: Lom.

### Libros editados
- 2003. Law and Interpretation (junto a Neil MacCormick). Aldershot: Ashgate.
- 2007. La Judicatura como Organización (junto a Javier Couso). Santiago: Expansiva.